# Françoise Dorin

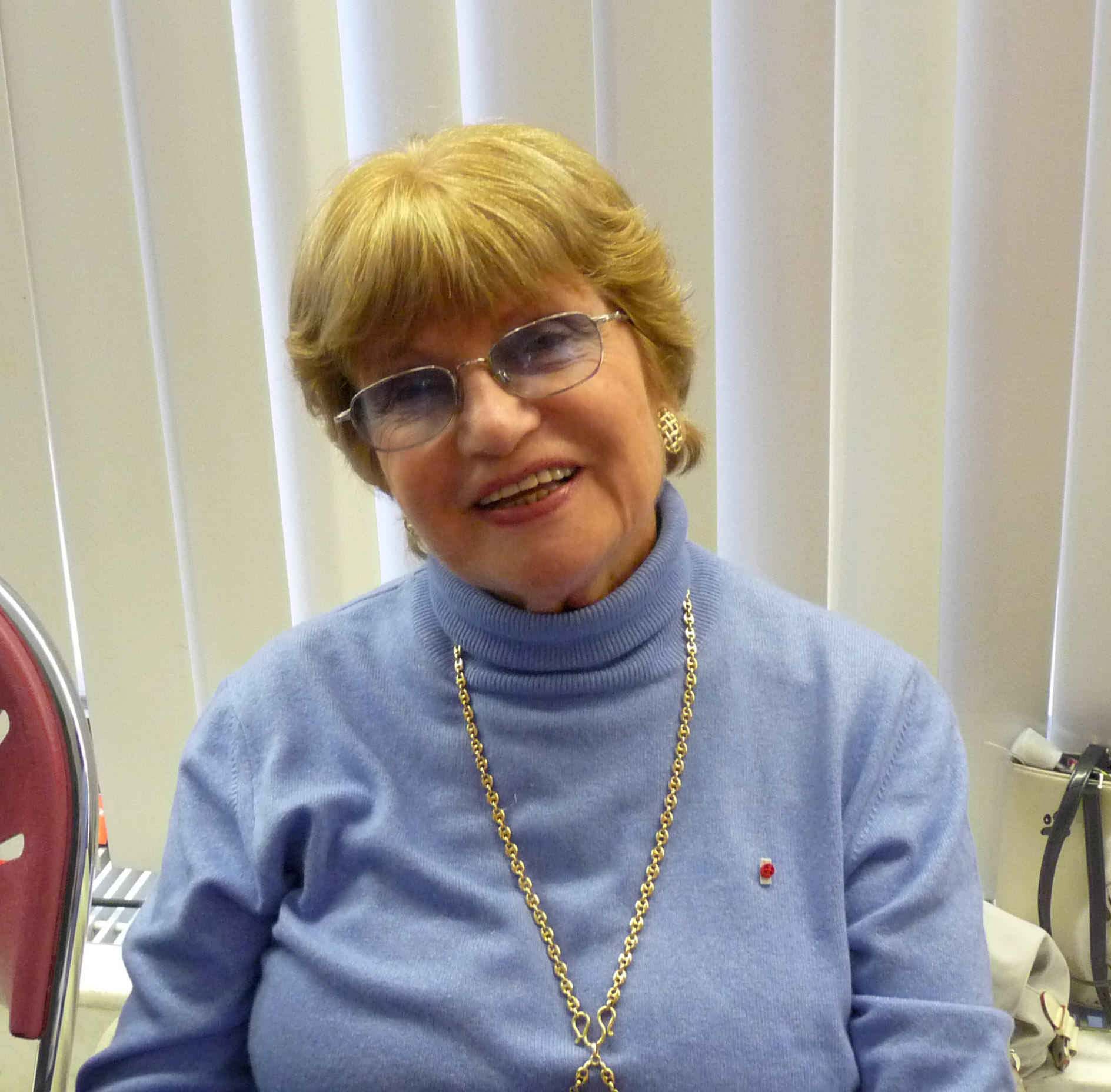
Françoise Dorin

Françoise Dorin (Parijs, 23 januari 1928 - Courbevoie, 12 januari 2018) was een Franse schrijfster en actrice.

## Levensloop
Ze was de dochter van René Dorin, in zijn tijd een bekende chansonnier. Ze begon als actrice met Michel Piccoli en Roger Hanin. Vervolgens trad ze gedurende drie jaar op in de revues van haar vader, in het Théâtre des Deux Ânes.
Samen met Perrette Souplex en Suzanne Gabriello, richtte ze een trio op onder de naam Les Filles à Papa.
Vanaf 1967 had ze een dagelijks tv-programma onder de naam Paris Club en ze produceerde haar eerste theaterstuk, onder de naam Comme au théâtre.
In 2008 werd ze commandeur in het Legioen van Eer.

## Liedjesteksten
Ze begon vanaf 1965 met het schrijven van teksten voor populaire liederen. Een groot aantal zangvedetten zong liederen op teksten die door haar waren geschreven. Onder hen:
- Lettre à Véronique voor de zangeres Colette Deréal.
- Que c'est triste Venise, getoonzet en gezongen door Charles Aznavour.
- La Costa Brava en Y a rien à faire, gezongen door Les Compagnons de la chanson.
- N'avoue jamais, gezongen door Guy Mardel, werd een enorm succes nadat het als derde was geëindigd in het Eurovisiesongfestival van 1965.
- Guy Mardel zong ook van haar Avec des si, avec des mais.
- Ook in 1965 zong Régine Qu’est-ce que vous voulez que j’en fasse.
- Voor Dalida voorzag ze de Danse de Zorba van een Franse tekst.
- In 1966 schreef ze voor Richard Anthony La bourse et la vie, voor Patachou C’est pas croyable, voor Mireille Mathieu C’est ton nom, voor Claude François Au coin de mes rêves en voor Juliette Gréco Dieu que ça lui ressemble.
- In 1967 schreef ze Une chanson comme on n’en fait plus.
- In 1968 schreef ze voor Marie Laforêt Mais mon cœur est vide en voor Danielle Darrieux Il n'y en a que pour la rose.
- Georges Guétary zong van haar Il a fallu en Line Renaud Les souvenirs que l’on n'a pas eus, Gigliola Cinquetti Les filles et les roses, Jean-Jacques Debout Il paraît qu'un jour, Franck Fernandel Téléphoner à Sylvie, Michel Legrand Dis-moi, Cora Vaucaire Oh non, ce n’est pas toi, Jean Piat Tous les chemins mènent à l’homme en Le Tournant, Tino Rossi Ma dernière chanson.
- In 1986 nam ze deel aan de muzikale comedie La valise en carton, gebaseerd op het leven van Linda de Suza, die er als de vedette in optrad.
- In 2006 schreef ze voor Céline Dion Et s'il n'en restait qu'une, je serais celle-là en On s'est aimé à cause.

## Romanschrijfster
Toen de inspiratie voor het liedjes schrijven stilaan opdroogde, begon François Dorin aan een vruchtbare carrière als romanschrijfster. Ze schreef onder meer:
- Le Tube, Parijs, Flammarion, 1975.
- Va voir maman, papa travaille, Parijs, Robert Laffont, 1976.
- L'Intoxe, Parijs, Flammarion, 1980.
- Le Tout pour le tout, Parijs, Flammarion, 1980.
- Les Lits à une place, Club français du livre, 1980.
- Les Miroirs truqués, Parijs, Flammarion, 1982.
- L'Étiquette, Parijs, Flammarion, 1983.
- Les Jupes culottes, Parijs, Flammarion, 1984.
- Les Corbeaux et les Renardes, Parijs, Flammarion, 1988.
- Les Cahiers tango, Parijs, Flammarion, 1988.
- L'Autre Valse, Parijs, Hachette, 1989.
- Si t'es beau t'es con, Parijs, Hachette, 1989.
- Nini Patte-en-l'Air, Parijs, Robert Laffont, 1990.
- Au nom du père et de la fille, Parijs, Flammarion, 1992.
- Pique et cœur, Parijs, Flammarion, 1993.
- Le Retour en Touraine, Parijs, Flammarion, 1993.
- Les Vendanges tardives, Parijs, Plon, 1997.
- La Courte Paille, Parijs, Plon, 1999.
- Les Julottes, Parijs, Plon, 2000.
- La Mouflette, J'ai lu, 2001.
- Soins intensifs, Parijs, Plon, 2001.
- Le Rêve party, Parijs, Plon, 2002.
- Tout est toujours possible, Parijs, Plon, 2004.
- Et puis… après (vervolg op Tout est toujours possible), Parijs, Plon, 2005.
- Le Cœur à deux places, Parijs, Plon, 2006.
- En avant toutes !, Parijs, Plon, 2007.

## Memoires
- René Dorin & Françoise Dorin, Dorin père et fille, herinneringen, Parijs, Plon, 1999.
- Les lettres que je n'ai pas envoyées…, herinneringen, Parijs, Plon, 2009.

## Toneelschrijfster
Een afzonderlijk deel van haar schrijverstalent besteedde Dorin aan toneelwerk, dat bijna volledig in Parijse theaters werd gecreëerd. 
- Comme au théâtre 1967.
- La Facture, 1968.
- Un sale égoïste, 1970.
- Les Bonshommes, 1971.
- Monsieur Pompadour, 1971.
- Le Tournant, 1973.
- Le Tube, 1974.
- L'Autre Valse, 1976.
- Si t'es beau, t'es con, 1977.
- Le Tout pour le tout, 1978.
- L'Intoxe, 1980.
- L'Étiquette, 1983.
- L'Âge en question 1986.
- Les Cahiers tango, 1988.
- Le Retour en Touraine, 1993.
- Monsieur de Saint-Futile, 1996.
- Soins intensifs, 1998.
- Vous avez quel âge ?, 2010.

## Scenariste
Slechts eenmaal begaf ze zich op het pad van het scenarioschrijven.
- À deux minutes près, film gerealiseerd door Éric Le Hung, 1989.

## Actrice
In drie toneelstukken, waarvan een door haar geschreven, trad ze zelf op:
- Les Aveux les plus doux door Georges Arnaud, 1953.
- Le Chinois door Pierre Barillet en Jean-Pierre Grédy, 1958.
- L'Âge en question door Françoise Dorin, 1986.

## Privé
Françoise Dorin trouwde met Jean Poiret (1926-1992) en ze hadden een dochter, Sylvie, die trouwde met Mathieu (1957-1997), aangenomen zoon van Danielle Darrieux en Georges Mitsinkidès.
Van 1975 tot aan haar dood leefde Françoise samen met Jean Piat.  